# Ni chicha ni limoná / B.R.P.
«Ni chicha ni limoná / B.R.P.» es el séptimo sencillo oficial del cantautor chileno Víctor Jara como solista. Fue lanzado en 1971 y pertenece al álbum El derecho de vivir en paz lanzado el mismo año.

## Lista de canciones
| Lado A |                       |              |          |  |
| N.º    | Título                | Escritor(es) | Duración |  |
| 1.     | «Ni chicha ni limoná» | Víctor Jara  | 3:22     |  |

| Lado B |                                 |                                                |          |  |
| N.º    | Título                          | Escritor(es)                                   | Duración |  |
| 2.     | «B.R.P.» (Brigada Ramona Parra) | Víctor Jara, Víctor Rojas, Celso Garrido Lecca | 3:15     |  |
| 6:37   |                                 |                                                |          |  |